# Síquia de Coanegra

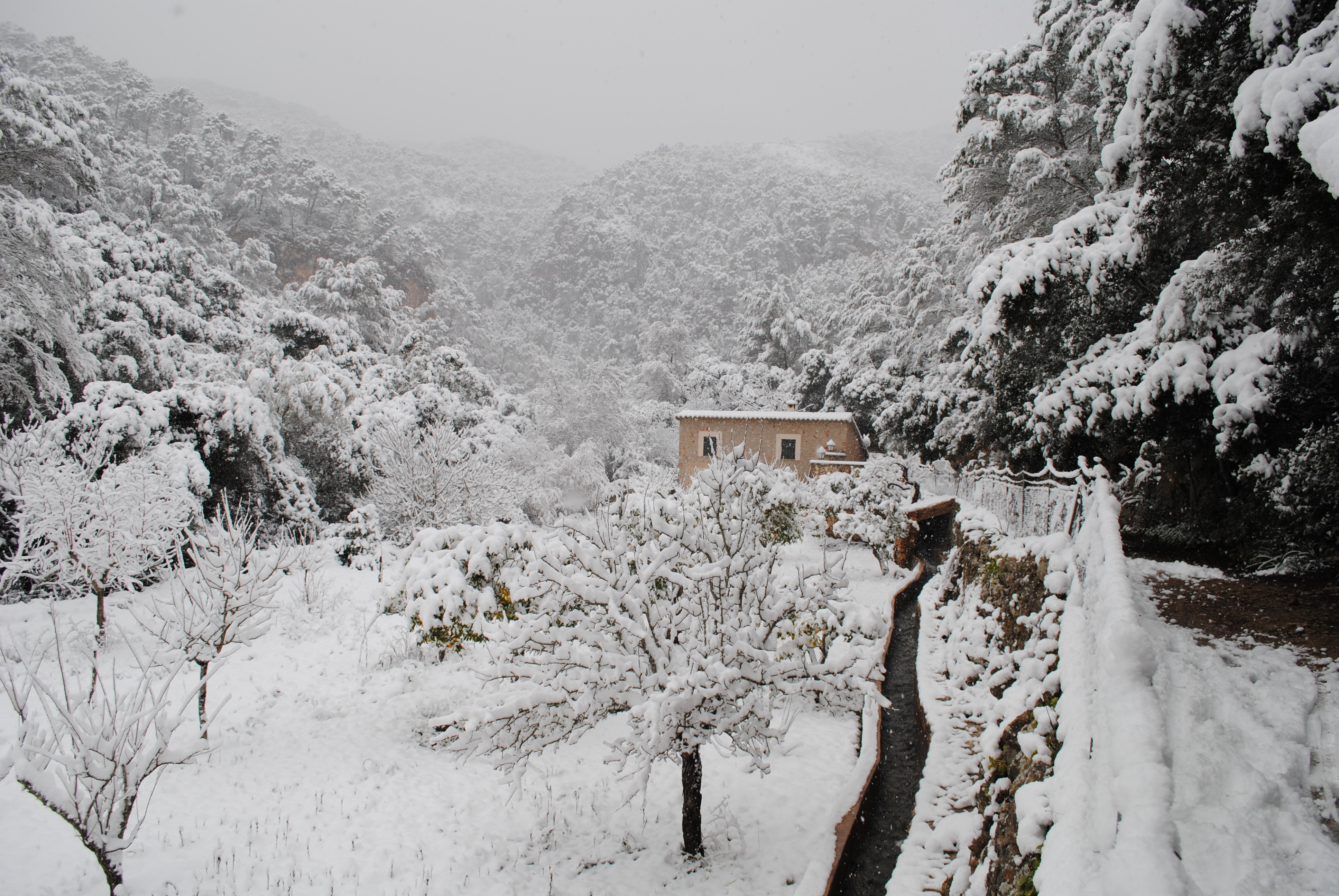
La Síquia de Coanegra un dia de neu davant Can Morei

La Síquia de Coanegra és una obra d'enginyeria civil situada a la vall de Coanegra, a Santa Maria del Camí, que du l'aigua des de la Font de Son Pou fins a la Bassa de Son Boadella o de Son Torrelleta, després de passar per les possessions i llocs de Son Pou, Can Morei, Can Millo, Son Roig, sa Bassa de Cas Barreter (en ruïnes), Son Mates (desapareguda), Son Oliver, Son Agulla, Son Berenguer, Son Palou, Son Torrella, ses Fontanelles i Son Torrelleta.

## Història
El 1231 hi ha constància documental de la compravenda d'un molí fariner que funcionava amb l'aigua de la síquia. El 1244 hi ha la primera referència explícita a la síquia. La conducció és anomenada sovint "síquia reial". Varen existir diversos ordenaments medievals, però la primera regulació escrita que ha perviscut són unes Ordinacions del 7 de maig de 1503.

## Descripció
Està construïda amb pedra i morter de calç i revestida de ciment hidràulic. La part més substancial de l'obra és del segle xvii. La síquia de Coanegra abasteix d'aigua les diferents àrees de regadiu i cultiu de les possessions, i temps enrere alimentava 9 molins fariners. La síquia s'origina en la Font de Coanegra o de Son Pou, que és una captació subterrània d'aigua tipus font de mina (S'Ull de sa Font). En sortir la mina de Son Pou a la superfície, just darrere les cases de la possessió, comença pròpiament la síquia de Coanegra. Tot i que el seu origen és molt antic, probablement d'època romana, el seu aspecte actual és producte de les obres duites terme en el segle xvii, amb alguns allargaments realitzats al segle xviii (tot i que pot haver-hi trams més antics que encara es conservin).

## Recorregut
La síquia, des del seu naixement a Son Pou, transcorre paral·lela i pròxima al torrent de Coanegra, irrigant múltiples terrasses i àrees de regadiu, cercant el marge amb més espai del torrent per al reguiu en cada moment, salvant-lo i travessant-lo en diferents punts, en alguns casos mitjançant ponts o aqüeductes. Té 34 fibles o partidors al llarg de tot el recorregut. Així, després de passar per les terres i horts de Can Morei, Son Roig, Can Mates i cas Barreter (sempre pel marge esquerre), la síquia salva el torrent amb un primer pont, documentat ja el 1322. És el pont de Cas Barreter o pont de s'Aigua, situat prop de la Bassa de Cas Barreter. A partir d'aquest punt, la síquia es manté al marge dret del torrent fins a arribar a Son Oliver, on el travessa de nou per passar al marge esquerre, però ho fa en un tram on la síquia està tapada i sense pont. En arribar prop de les cases de Son Palou, però, la síquia torna a salvar el torrent amb un segon pont, conegut com a pont de Son Palou o pont des Ases. Aquest pont és molt posterior i sembla que no fou bastit fins al segle xvii. Poc després d'aquest pont de Son Palou, la síquia arriba a la possessió de Son Torrella i poc després d'aquestes cases torna a travessar el torrent, aprofitant el pont de Son Torrella, per passar de nou al marge esquerre i transcorre paral·lela i aferrada al camí de Coanegra en direcció cap al poble.
A partir del creuer dels Tres Camins i la bassa d'en Boadella (on arribava ja al segle xiii), la síquia continuava fins a arribar a la vila de Santa Maria del Camí (allargament realitzat al segle xviii), però aquest tram de la síquia des dels Tres Camins i Can Boadella es troba molt malmès: la síquia desapareix en molts bocins i es fa intermitent.

## Els molins
Els molins originaris del sistema són:
- Son Far (Can Morei).
- Son Roig.
- Sa Bassa de Cas Barreter.
- Son Mates.
-  Son Oliver.
- Son Agulla.
- Son Berenguer.
-  Son Palou.
- Son Torrella (s. XVII).
- Son Boadella (Son Torrelleta).
Tots els molins eren fariners, alguns amb dos cups. El de Sa Bassa de Cas Barreter era un moliner fariner i draper (avui es troba en ruïnes). A Son Berenguer hi va haver una roda que generava energia elèctrica (primera meitat del segle XX), i a Can Morei i Son Torrella hi havia una serradora sensfí moguda per la força de l'aigua. A Son Torrella la tafona també era moguda per l'aigua de la síquia.
Els molins anaren caient en desús a finals del segle xix i a la primera meitat del segle xx. El molí de  Son Roig i el de Son Agulla són dos dels que perduraren més, fins i tot molts d'anys després de la instal·lació de farineres mecàniques a Santa Maria del Camí. El de  Son Roig va mantenir l'activitat molts d'anys molent ordi i civada per fer menjar pels animals i el de Son Agulla era ben actiu en els anys de la postguerra per tal de moldre blat d'amagat de les autoritats franquistes.

## L'abastiment d'aigua a Santa Maria
Des de temps molt antic el sobrant d'aigua es va fer anar més envant del darrer molí (Son Torrelleta), tant cap a les terres de la Cavalleria de Santa Maria com cap a Son Sureda i ses Basses de Son Sureda. En constituir-se, en el s. XVII, els nuclis urbans de la Vila i els Hostals l'aigua de la síquia de Coanegra va esdevenir més necessària, ja que els pous públics no bastaven pel subministrament a la població. L'aigua arribava al camí d'Inca i hi havia un aljub prop de les cases de Son Dolç. El 1743 es va prendre l'acord de fer arribar la síquia fins a la Plaça de la Vila, on s'hi va construir un depòsit (que més tard es va reblir de terra). El 1744 l'aigua ja hi arribava.

## El Camí dels Moliners
Antic camí que des del Pla de Mallorca (zona cerealista de Sineu, Sencelles i Algaida), a través dels camins reials de Sencelles i Sineu, partia des Pla de Buc i anava cap a es Matar,  Terrades i, pel Camí d'en Tiró, a  S'Arboçar, accedint finalment al camí de Coanegra, on hi estaven ubicats els molins fariners. A vegades és anomenat "Camí de Coanegra".

## Cultura popular
Hi ha diverses gloses que es refereixen a la molineria de Coanegra:
Des teu portal molinera

es peus me tornen arrera,

i com som a Son Torrella

més envant no puc passar